# Изследователски публикации по икономика (RePEc)
Изследователски публикации по икономика (на английски: Research Papers in Economics, съкращавано като ИзПИк (RePEc), е база данни от работни материали, предпубликации, статии в списания и софтуерни компоненти.
Дава достъп до повече от 700 000 статии в пълен текст. RePEc е резултат от съвместното усилие на доброволци от 57 страни за разпространяването на изследвания в областта на икономиката.
Проектът стартира през 1997, като негов предшественик е NetEc от 1993. Това е най-големият в света репозитар на академични материали.
Информацията в базата данни се използва за нареждане по място на 20 000 регистрирани икономисти. Андрей Шлейфер е икономистът с най-висок ранг, следван от Джоузеф Стиглиц, Джеймс Хекман и Робърт Баро. Икономическият департамент на Харвард е на първо място, следван от Чикагския университет и Световната Банка. Масачузетс е топ регион, следван от Великобритания и Калифорния.  Има и класация по поддисциплини.